# タルマッソンス
タルマッソンス（伊: Talmassons）は、イタリア共和国フリウリ＝ヴェネツィア・ジュリア州ウーディネ県にある、人口約3,900人の基礎自治体（コムーネ）。

## 地理

### 位置・広がり

#### 隣接コムーネ
隣接するコムーネは以下の通り。
- ベルティオーロ
- カスティオンス・ディ・ストラーダ
- レスティッツァ
- モルテリアーノ
- ポチェニーア
- リヴィニャーノ・テオール

### 気候分類・地震分類
タルマッソンスにおけるイタリアの気候分類 (it) および度日は、zona E, 2304 GGである。
また、イタリアの地震リスク階級 (it) では、zona 3 (sismicità bassa) に分類される。

## 行政

### 分離集落
タルマッソンスには、以下の分離集落（フラツィオーネ）がある。
- Flambro, Flumignano, Sant'Andrat del Cormor